# 金鱗湖
33°16′00.0″N 131°22′08.9″E / 33.266667°N 131.369139°E

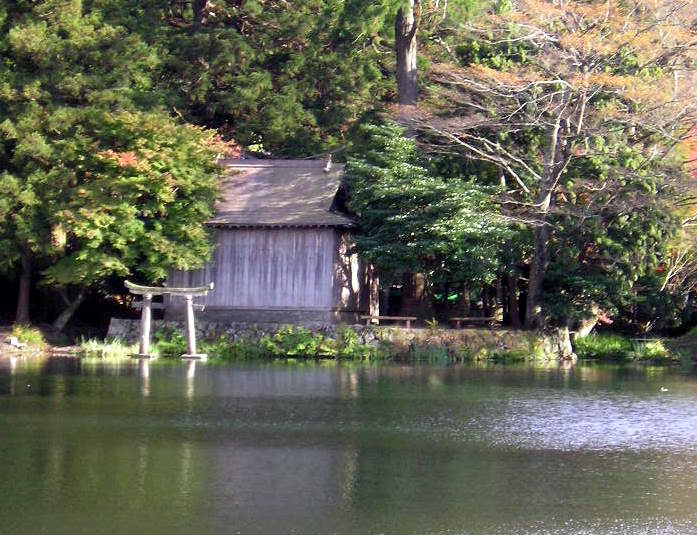
金鱗湖及湖畔的天祖神社

金鱗湖（日语：／ Kinrinko */?）是位於日本大分縣由布市湯布院町地區由布院溫泉旁的一個水池，面積0.8公頃，週長400公尺。由於在早晨池面常出現晨霧，成為代表由布院溫泉的景觀之一。
由於位於由布岳山麓，因此也有「岳下之池」、「岳下池」的名稱；在1884年儒家學者毛利空桑在此見到夕陽照射反射出像魚鱗的金色光影，便取了「金鱗湖」的名稱。
池底有溫泉水與地下水湧出，再流入大分川，湧入的水溫約為攝氏30度，湖面水溫則約在攝氏17度至23度之間。因為較高的水溫讓早晨時湖面容易產生霧氣，泛著霧氣的湖面就成為金麟湖的著名景觀。

## 圖輯

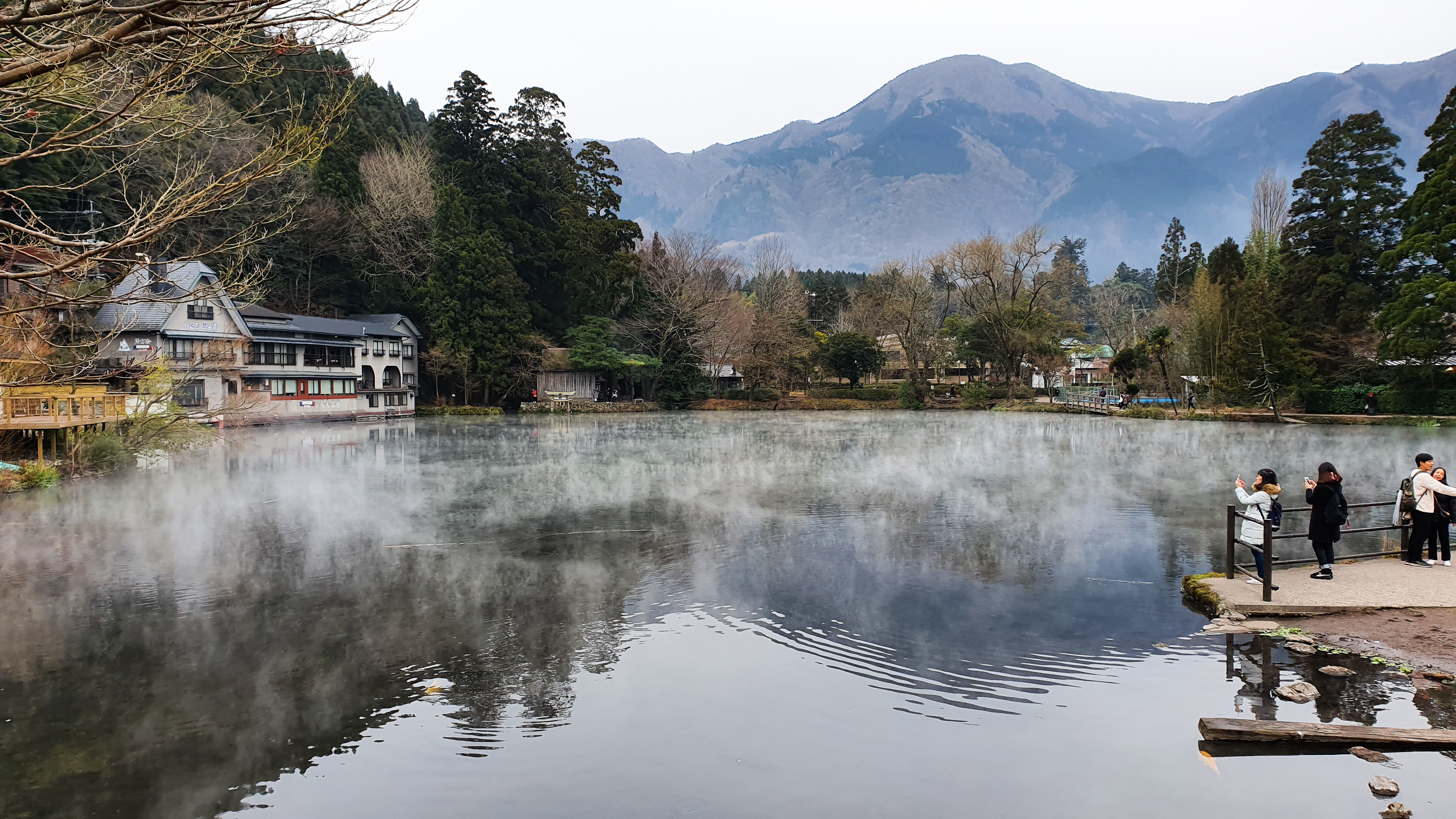
湯布院町金鱗湖景
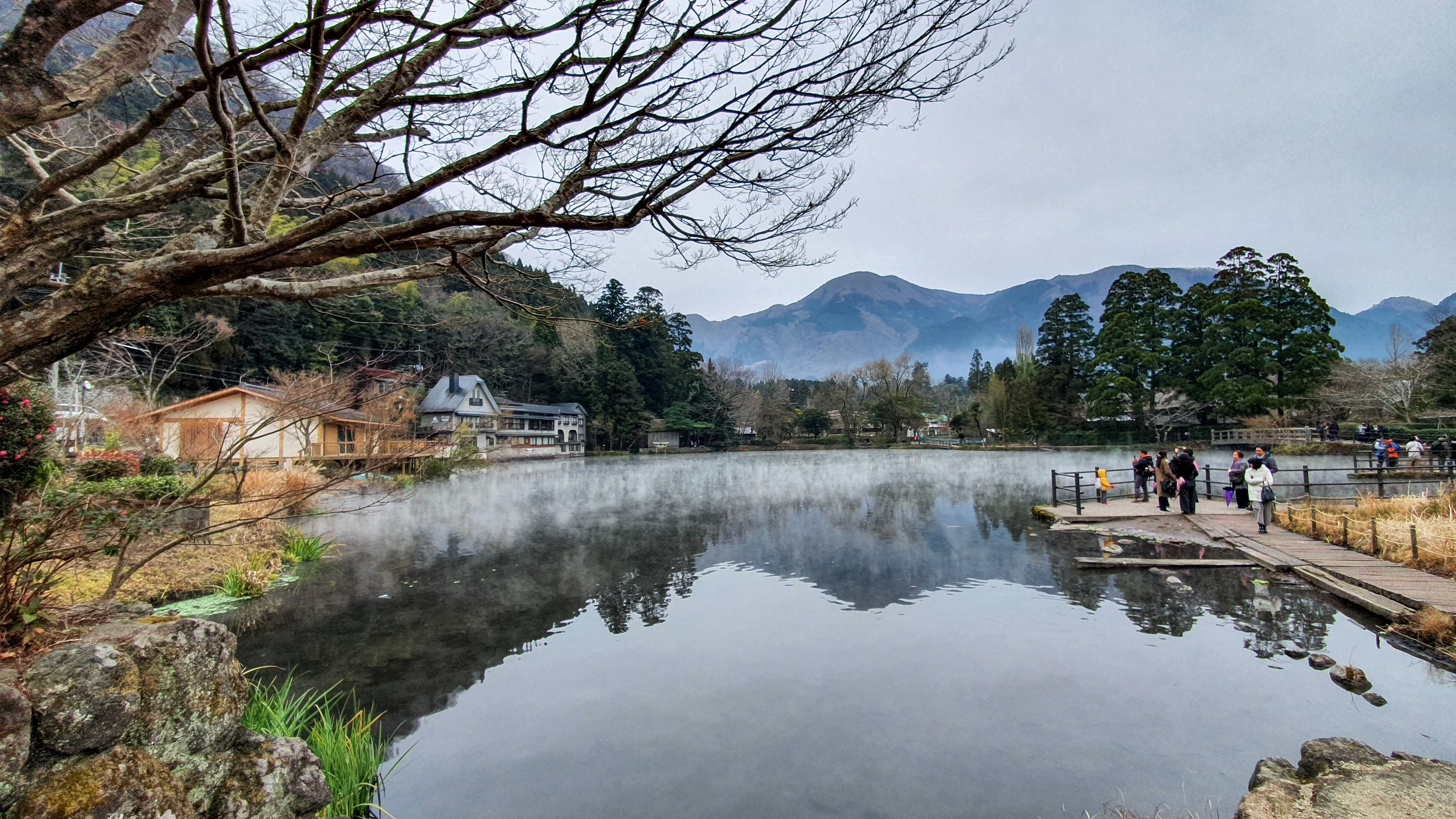
湯布院町金鱗湖景
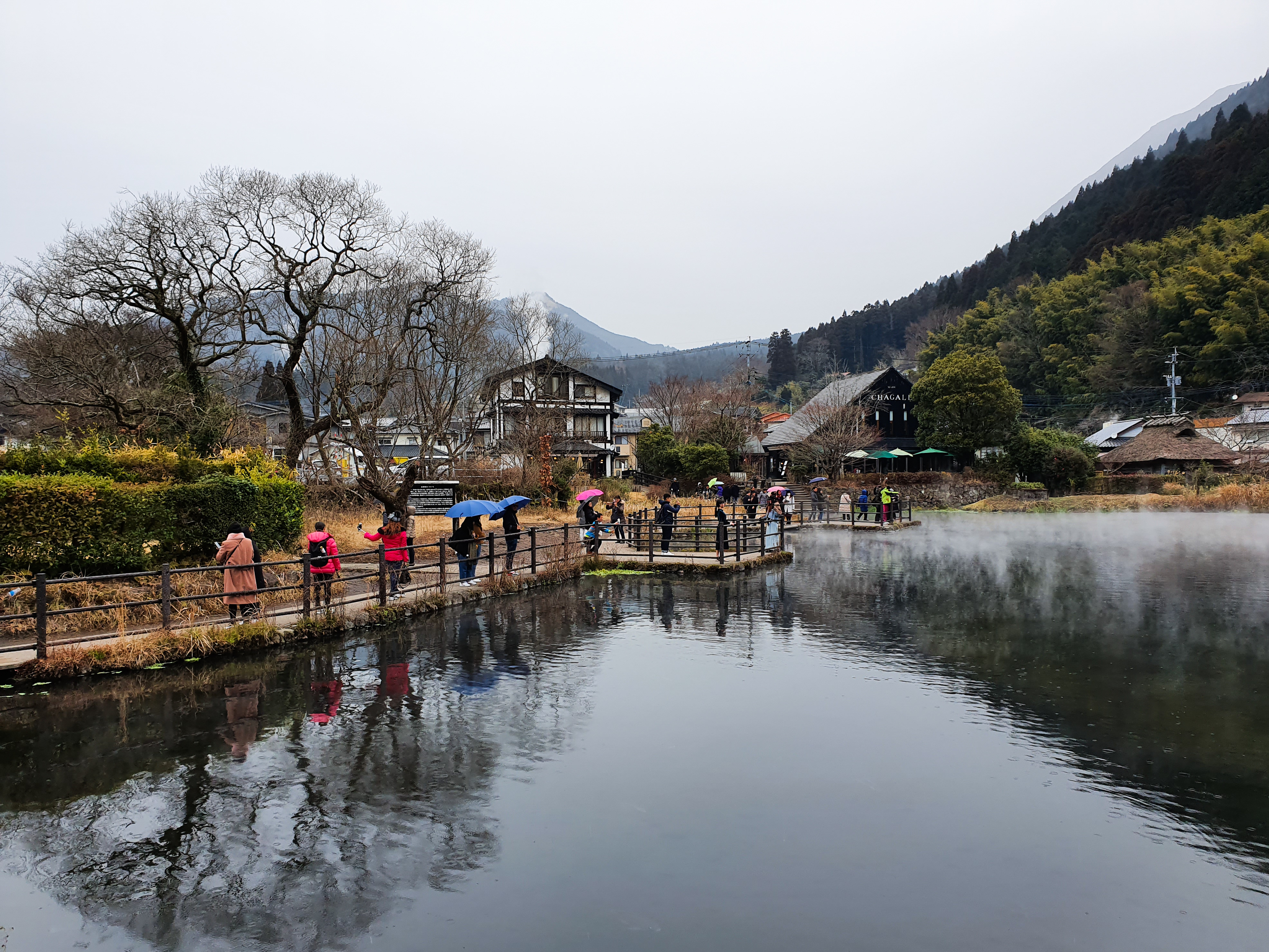
湯布院町金鱗湖景
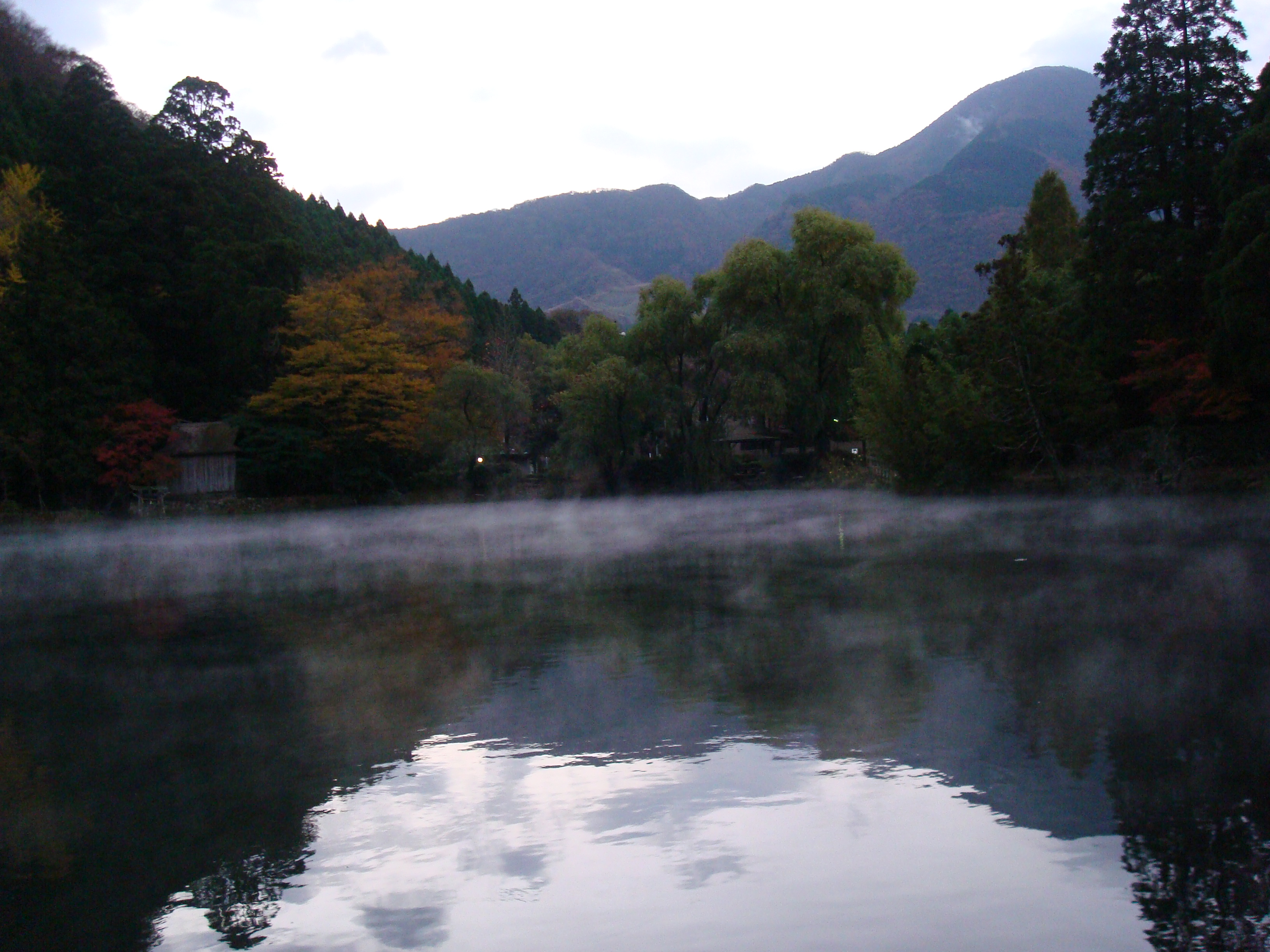
泛著晨霧的金鱗湖
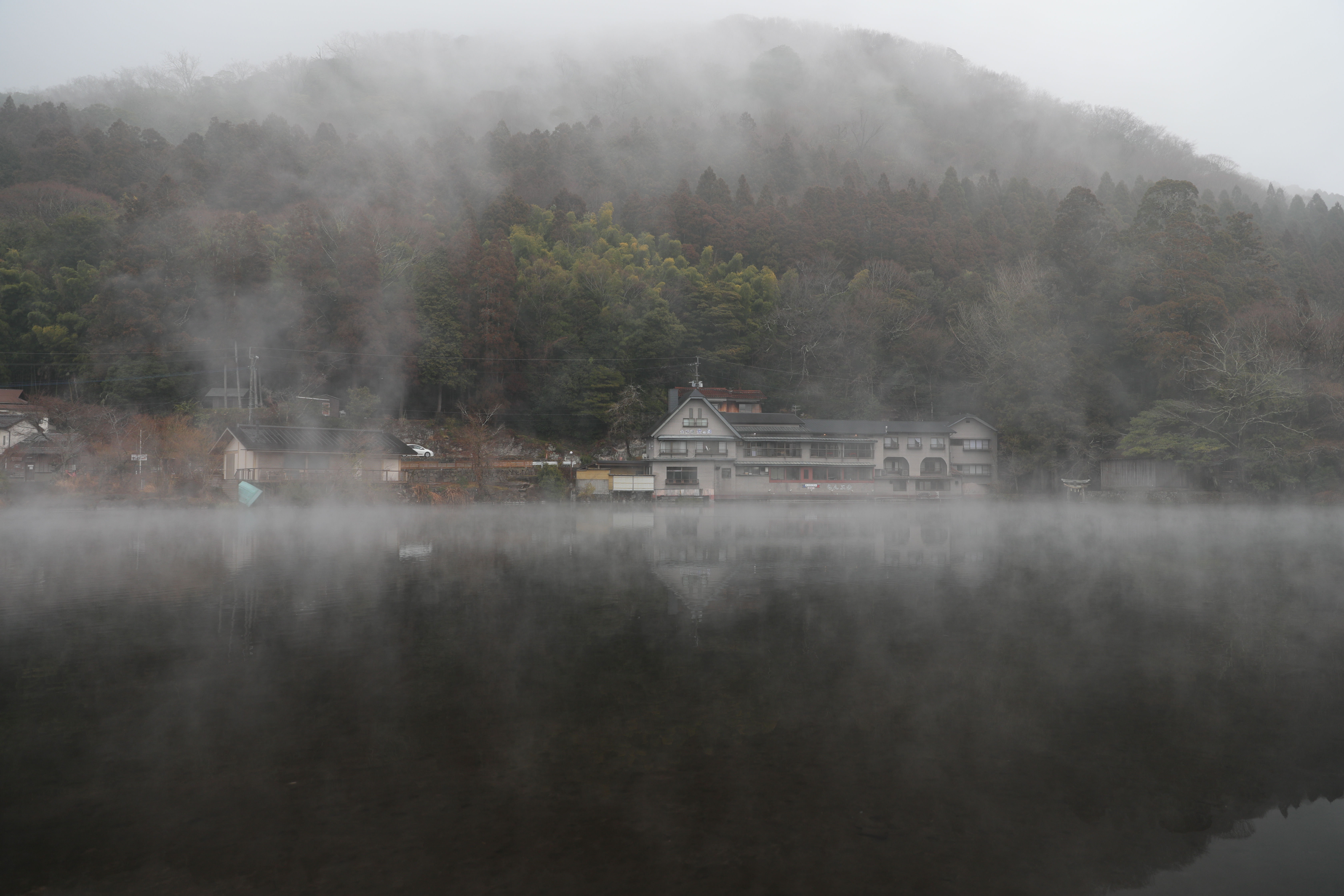
金鱗湖畔

## 外部連結
- （日語） 金鱗湖 （页面存档备份，存于） 大分縣觀光情報官方網站